# Riserva naturale Montedimezzo
La riserva naturale orientata Montedimezzo è un'area naturale protetta situata nel comune di Vastogirardi, in provincia di Isernia. Già riserva di caccia dei Borbone, con l'Unità d'Italia fu incamerata dallo Stato che l'affidò all'Amministrazione Forestale (L. 1376/1908). Si sviluppa fra le quote di 900 e 1300 m s.l.m., occupa una superficie di circa 276 ha. È inserita fin dal 1977 nel programma sull'uomo e la biosfera, un programma scientifico intergovernativo avviato dall'UNESCO, per promuovere su base scientifica un rapporto equilibrato tra uomo e ambiente attraverso, la tutela della biodiversità e le buone pratiche dello sviluppo sostenibile.

## Geografia
È situata nel cuore dell'Appennino molisano, ed occupa il versante settentrionale ed occidentale del monte La Penna (1227 m s.l.m.), entro lo spartiacque del torrente Vandra, affluente minore del Volturno.

## Flora
La vegetazione è arborea, con prevalenza di cerro e faggio, due specie che predominano l'una sull'altra in funzione della pendenza, dell'altitudine, del substrato pedologico e delle variazioni microclimatiche. Il cerro si sviluppa prevalentemente su substrati argillosi e marnosi, con condizioni climatiche intermedie e con tolleranza di periodi siccitosi.